# 徐向东
徐向东（1970年2月—），男，佤族，云南沧源人，中华人民共和国政治人物，中国共产党党员，曾任云南省临沧市沧源县委副书记、县长，第十一届全国人民代表大会云南地区代表。

## 生平
毕业于东北林业大学经济管理学院林业经济管理专业。2008年起担任全国人大代表。
2014年起不再担任沧源县县长，改任临沧市工商局局长。